# Metabiantes zuurbergianus
Metabiantes zuurbergianus is een hooiwagen uit de familie Biantidae.